# خوان ألفاريز (لاعب كرة قدم)
خوان ألفاريز (بالإسبانية: Juan Pablo Álvarez) (10 فبراير 1996 بتانديل في الأرجنتين - ) هو لاعب كرة قدم أرجنتيني في مركز الهجوم.

## وصلات خارجية
- خوان ألفاريز على موقع قاعدة بيانات كرة القدم.إي يو (الإنجليزية)
- خوان ألفاريز على موقع Soccerway.com (الإنجليزية)